# Hot Bird 13G
Hot Bird 13G ist ein kommerzieller Kommunikationssatellit des in Frankreich ansässigen Satellitenbetreibers Eutelsat.

## Technische Daten
Im August 2018 beauftragte Eutelsat den Raumfahrtkonzern Airbus Defence and Space mit dem Bau zwei neuer geostationärer Kommunikationssatelliten. Airbus baute Hotbird 13G und Hotbird 13F auf Basis ihres Eurostar-Neo-Satellitenbusses. Mit seiner Ku-Band-Transponder-Nutzlast soll Hotbird 13G über 160 Millionen Haushalte in Europa, Nordafrika und dem Mittleren Osten mit Satellitenfernsehen versorgen können. Der Satellit besitzt eine geplante Lebensdauer von 15 Jahren und wird durch zwei Solarmodule und Batterien mit Strom versorgt. Des Weiteren ist er dreiachsenstabilisiert und wiegt ca. 4,5 Tonnen. Sein Antrieb besteht ausschließlich aus elektrischen Triebwerken.
Außerdem hat Hot Bird 13G eine L-Band-Transpondernutzlast für den European Geostationary Navigation Overlay Service an Bord, mit welcher die Satellitennavigationsgenauigkeit über Europa verbessert werden soll. Ab Inbetriebnahme des Satelliten läuft der Vertrag 15 Jahre lang. Die Bezeichnung dieser Nutzlast lautet EGNOS GEO-4.

## Missionsverlauf
Der Start des Satelliten erfolgte am 3. November 2022 auf einer Falcon-9-Trägerrakete von der Cape Canaveral Space Force Station in einen geostationären Transferorbit. Im April 2023 erreichte er seine geostationäre Position bei 13° Ost und nahm am 30. Mai 2023 den Betrieb auf. Dort löste er zusammen mit seinem Schwestersatelliten Hotbird 13F die vorherige Hotbird-Generation ab, welche aus Hotbird 13B, Hotbird 13C und Hotbird 13E bestand.